# 6202 Джорджмілі
6202 Джорджмілі (6202 Georgemiley) — астероїд головного поясу, відкритий 26 березня 1971 року.
Тіссеранів параметр щодо Юпітера — 3,543.